# Oscar Goñi
Oscar Goñi Machiñena, nacido el 25 de abril de 1967, en Villava (Navarra, España), es un ex pelotari español especialista en la modalidad de pelota mano. 
Es su época de aficionado fue seleccionado para disputar los Juegos Olímpicos de Barcelona en la modalidad de pelota mano en trinquete. En dichos juegos la pelota vasca formó parte como deporte de exhibición, en la que se disputaron diversas modalidades. Formó parte junto a sus compañeros Txoperena III, Larragaña y Ruiz, logrando finalmente la medalla de plata tras la sorprendente selección de México.
También fue seleccionado para disputar los Campeonatos del Mundo de Pelota, disputados en 1990 en La Habana, logrando la medalla de bronce.
Su paso al profesionalismo lo alcanzó tras la disputa de los juegos de Barcelona el 6 de octubre de 1992. A lo largo de la década en que se mantuvo en activo destacó en la modalidad del cuatro y medio.